# Iglesia de San Salvador (Sepúlveda)
La iglesia de San Salvador es un templo católico de estilo románico, situado en la localidad española de Sepúlveda, provincia de Segovia, en Castilla y León. Tiene la denominación de Bien de Interés Cultural, tras haber sido declarada «Monumento Histórico-Artístico» el 3 de junio de 1931.
Situada en la cúspide de un cerro, su construcción dataría al menos del año 1093; esta fecha figura en una inscripción situada en el exterior del ábside, en el lado norte, aunque sufrió remodelaciones a finales del siglo XII o hacia principios del XVI. De nave única y planta basilical, cuenta con una galería porticada románica, orientada al sur, que tiene ocho arcos que descansan en capiteles con columnas o en pilastras; un ábside de medio tambor y una torre exenta del templo: tiene tres cuerpos, el penúltimo con arcos de medio punto y el último con ventanas ajimezadas. La bóveda es de cañón.

## Bibliografía

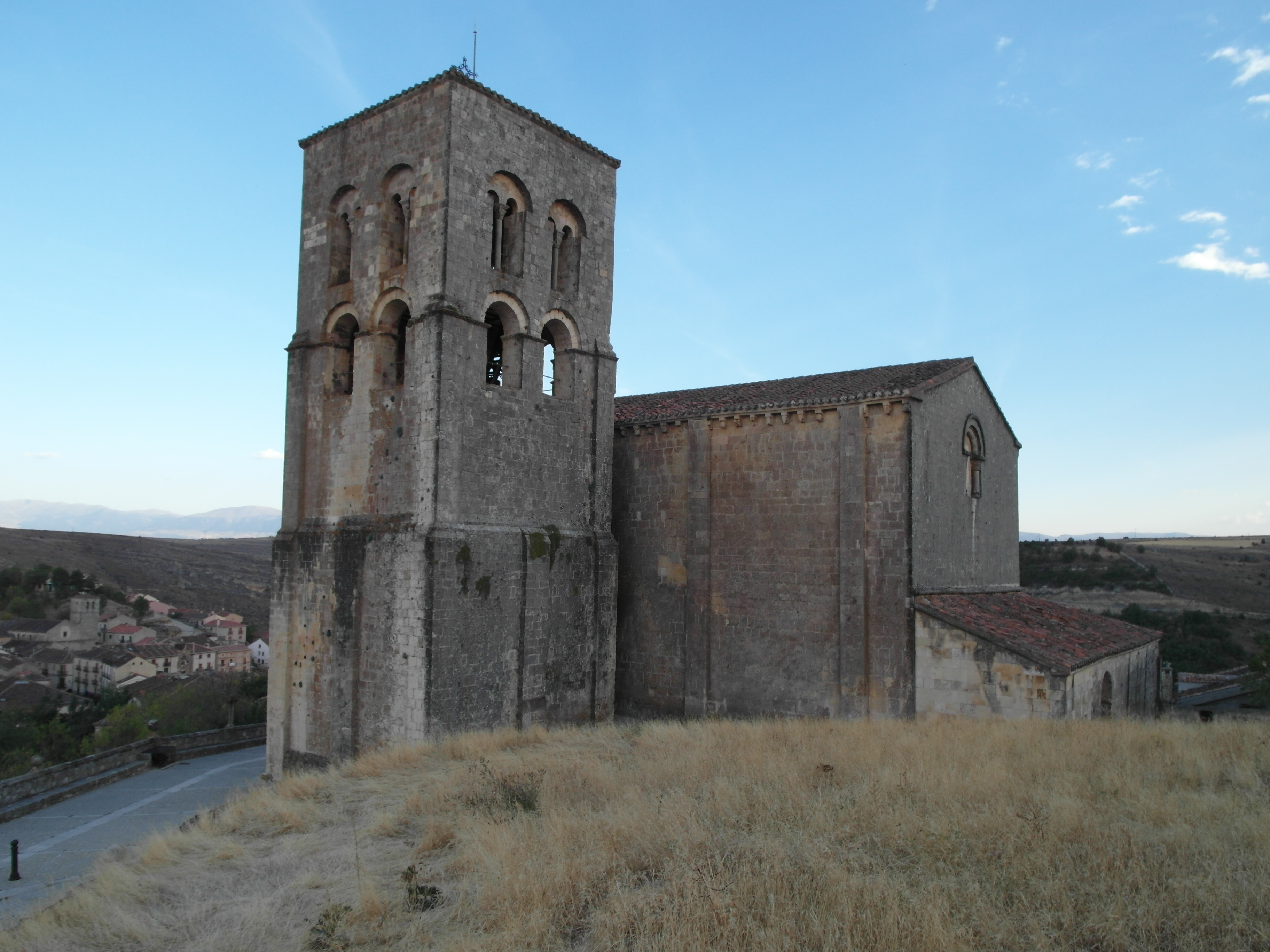
Vista de la torre